# Culicoides barnetti
Culicoides barnetti är en tvåvingeart som beskrevs av Wirth och Hubert 1959. Culicoides barnetti ingår i släktet Culicoides, och familjen svidknott. Inga underarter finns listade i Catalogue of Life.